# Захарі Скотт
Захарі Скотт (англ. Zachary Scott; 21 лютого 1914 — 3 жовтня 1965) — американський актор, славнозвісний за ролі лиходіїв та «таємничих чоловіків».

## Вибрана фільмографія
| Рік  |   | Українська назва     | Оригінальна назва     | Роль                 |
| ---- | - | -------------------- | --------------------- | -------------------- |
| 1944 | ф | Голлівудська їдальня | Hollywood Canteen     | камео                |
| 1944 | ф | Маска Димітріоса     | The Mask of Dimitrios | Димітріос Маркополос |
| 1945 | ф | Мілдред Пірс         | Mildred Pierce        | Монті Берагон        |
| 1945 | ф | Сигнал небезпеки     | Danger Signal         | Ронні Мейсон         |
| 1949 | ф | Шлях фламінго        | lamingo Road          | Філдінг Карлайл      |

| Актор | Це незавершена стаття про актора. Ви можете допомогти проєкту, виправивши або дописавши її. |

1. ↑  Find a Grave — 1996.